# Mikerline Saint-Félix
Mikerline Saint-Félix (* 18. November 1999 in Delmas) ist eine haitianische Fußballspielerin.

## Karriere

### Klub
Sie spielt aktuell in Frankreich beim Montauban FCTG in der D2.

### Nationalmannschaft
Mit der U-20 war sie bei der Weltmeisterschaft 2018 aktiv und kam hier zu zwei Einsätzen. Später war sie dann Teil der Mannschaft bei der Olympiaqualifikation für die Spiele 2020.
Bei der A-Mannschaft hatte sie ihren ersten bekannten Einsatz am 9. April 2022 bei einem 21:0-Sieg über die Britischen Jungferninseln. Hier wurde sie zur 60. Minute für Roselord Borgella eingewechselt und erzielte im weiteren Spielverlauf noch drei Tore.
Ihren ersten Einsatz außerhalb dessen erhielt sie dann am 8. Juli 2022 bei einem 3:0-Sieg über Mexiko. Hier wurde sie zur 83. Minute für Melchie Dumornay eingewechselt. Anschließend war sie dann auch bei der CONCACAF W Championship 2022 dabei und kam zu zwei Einwechslungen.